# 대만여행법
《대만여행법》(영어: Taiwan Travel Act, 중국어: 臺灣旅行法)은 미국 의회에서 제정된 법률로써 2018년 2월 28일에 가결되고 동년 3월 16일 도널드 트럼프 미국 대통령의 서명을 받아 발효되었다. 이 법안의 주요 내용은 미국과 중화민국 고위 관료들의 상호 방문, 교류를 촉진하는 법률이다. 《대만관계법》에 이어 대만과 관련된 미국 국내법 중 하나이다.

## 역사
1979년에 미국이 중화인민공화국과 국교를 수립하고 동년 미국 의회에서 《대만관계법》이 제정된 이후에 미국은 중화민국과의 공식적인 외교를 자제하는 비공식 관계를 유지했다.
2016년 9월 《대만여행법》 초안이 미국 하원에 발의되었고, 동년 9월 미국 상원에 제출됐지만 부결되었다.
2017년 1월 《대만여행법안》이 하원에 이어 5월 상원에도 다시 제출되었다. 2018년 1월 하원에서 법안이 가결되었고 2월 28일 상원에서도 만장 일치로 법안이 의회를 통과하였다.

## 내용
《대만여행법》은 미국의 공직자가 대만을 방문해서 대만의 공직자와 회담하는 것과 대만의 공직자가 미국에 입국하여 미국 국무부 및 미국 국방부 관리를 포함한 미국 공직자와 만나는 것을 촉구하는 내용이 포함되어 있다.
미국 상원을 통과한 이 법안은 5개의 섹션(Section)으로 구분된다.

## 같이 보기
- 대만관계법
- 미국재대만협회